# 29 апреля
29 апреля — 119-й день года (120-й в високосные годы) по григорианскому календарю.
До конца года остаётся 246 дней.
До 15 октября 1582 года — 29 апреля по юлианскому календарю, с 15 октября 1582 года — 29 апреля по григорианскому календарю.
В XX и XXI веках соответствует 16 апреля по юлианскому календарю.

## Праздники и памятные дни
См. также: Категория:Праздники 29 апреля

### Международные
- Международный день танца[2] (1982).

### Национальные
- Дания, День рождения принцессы Бенедикты Датской (1944).
- Япония, День Сёва[3] (с 2007).
- Киргизия, День города Бишкек (1878).

### Религиозные

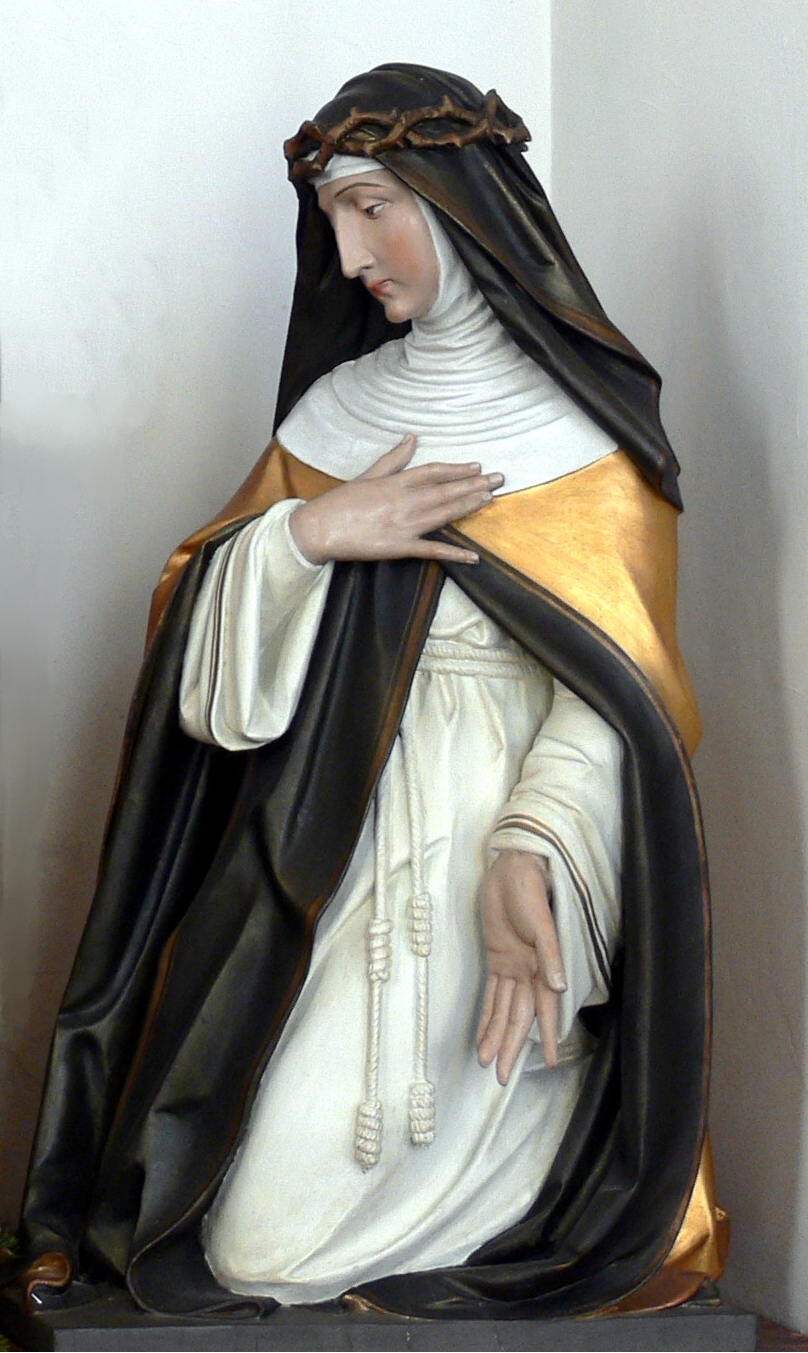
Екатерина Сиенская

#### Католицизм
- Память апостола Трофима;
- память святой Катерины Сиенской;
- память святого Роберта Молемского;
- память девы Энделиенты;
- память Гуго Клюнийского.

#### Православие[4][5][6]

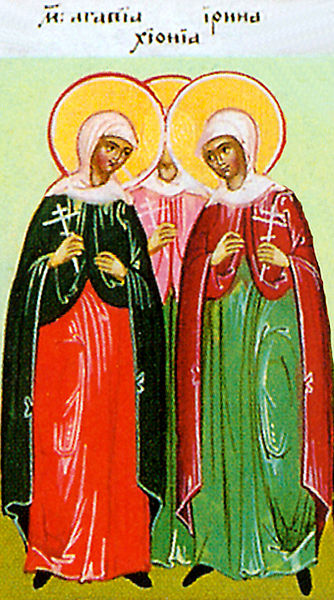
Агапия, Ирина и Хиония

- Память мучениц Агапии, Ирины и Хионии Аквилейских (304);
- память мученика Леонида и мучениц Хариессы, Ники, Галины, Калисы (Калиды), Нунехии, Василиссы, Феодоры, Ирины и иных (258);
- празднование в честь икон Божией Матери:
  - Ильинско-Черниговской (1658);
  - Тамбовской (1692).

### Именины
- Католические: Екатерина, Энделиента, Роберт, Тропезий, Хью, Раймонд.
- Православные: Агапия, Василиса, Галина, Ирина, Калиса, Леонид, Михаил, Ника, Нунехия, Павел, Снежана (Хиония), Тавифа, Тимофей, Феодора, Хариесса.

## События
См. также: Категория:События 29 апреля

### До XIX века
- 998 — по приказу императора Священной Римской империи Оттона III казнён лидер восстания против папы римского Григория V патриций Иоанн Кресценций.
- 1050 — Римский собор, на котором были осуждены взгляды Беренгара Турского.
- 1091 — византийский император Алексей I Комнин разбил войско печенегов в битве при Левунионе.
- 1429 — в ходе Столетней войны Жанна д’Арк во главе своих войск вступила в осаждённый Орлеан.
- 1627 — по распоряжению кардинала Ришельё создана Компания Ста акционеров занимавшаяся исследованием и колонизацией Канады.
- 1770 — английский капитан Джеймс Кук впервые высадился в Австралии.

### XIX век
- 1854 — в проливе Ла-Манш немецкий парусник «Favourite» затонул после столкновения с «Hesper» (США), погиб 201 человек (28 или 29 апреля)[7][8].
- 1863 — частичная отмена телесных наказаний в России.
- 1882 — в Берлине начала действовать первая в мире экспериментальная линия троллейбуса, построенная компанией Siemens & Halske, ныне Siemens AG.
- 1884 — Оксфордский университет согласился допускать студенток к экзаменам.

### XX век
- 1905 — американец Дэниел Мелони полетел на планере, запущенном с аэростата.
- 1909 — британский министр финансов Ллойд Джордж представил свой «народный бюджет». Для увеличения ассигнований на оборону и социальное обеспечение предусматривалось введение налогов на землевладельцев и на продажу земли, а также «сверхналога» на высокие доходы.
- 1913 — эмигрировавший в США шведский инженер-электрик Гидеон Сундбек получил патент на изобретение, известное сейчас как застёжка-молния.
- 1918
  - Центральная Рада приняла конституцию Украинской народной республики, которая так и не вступила в силу.
  - По требованию германских властей была распущена Центральная Рада, ликвидирована социалистическая Украинская народная республика и образовано унитарное государство с марионеточным правительством — гетманат Павла Скоропадского.
  - В Петрограде создана киностудия «Петроградский кинокомитет Союза Северных Коммун» (позднее «Ленфильм»).
  - После занятия города белофиннами произошла Выборгская резня.
- 1923
  - При поддержке ГПУ в храме Христа Спасителя был открыт съезд обновленцев, который они назвали «Второй Поместный Всероссийский Собор». Съезд вынес резолюцию, которая декларировала лояльность советской власти, низложение «бывшего патриарха» Тихона и упразднение патриаршества.
  - Сыграла первый матч Опытно-показательная площадка Всевобуча — будущий ЦСКА[9].
- 1925 — в докладе на XIV партконференции Бухарин впервые пустил в оборот фразу «генеральная линия партии».
- 1927 — в Ленинградской экспериментальной электротехнической лаборатории создан первый прибор, фотографирующий разного рода звуки: речь человека, биение сердца.
- 1929 — обращение XVI конференции ВКП(б) к рабочему классу СССР о развёртывании социалистического соревнования.
- 1931 — в СССР проведена первая опытная телепередача.
- 1932
  - Совнарком СССР принял постановление о строительстве железнодорожной магистрали Донбасс-Москва.
  - В СССР созданы бригады содействия милиции (Бригадмил).
- 1933
  - Прошёл очередной финал кубка Англии по футболу. «Эвертон» выиграл у «Манчестер Сити» со счётом 3:0. Знаменателен он тем, что футболисты впервые вышли на поле с номерами на футболках, причём у игроков «Эвертона» номера были с 1-го по 11-й, а у манкунианцев с 22-го (у вратаря) по 12-й.
  - При ЦК ВКП(б) создана Центральная комиссия по чистке партии.
- 1935 — на британских дорогах впервые появились светоотражающие устройства типа «кошачий глаз», придуманные всего год назад изобретателем из Йоркшира Перси Шо (Percy Shaw).
- 1939 — завершился (начало 28 апреля) беспосадочный перелёт на самолёте ЦКБ-30 «Москва» по трансатлантическому маршруту Москва — остров Мискоу[англ.] (США) лётчиков В. К. Коккинаки и М. X. Гордиенко.
- 1941 — под сильнейшим нажимом немецких войск завершена эвакуация английского экспедиционного корпуса из южной Греции.
- 1942 — писатель Герман Гессе закончил работу над главной книгой своей жизни — романом «Игра в бисер».
- 1943 — была основана Русская Освободительная Армия (РОА).
- 1945 — освобождение союзниками концлагеря Дахау.
- 1955 — ЦК компартии Украины принял постановление об увековечении мест, связанных с жизнью и деятельностью Тараса Шевченко.
- 1958 — катастрофа Ан-10 под Воронежем.
- 1961 — Хирург Леонид Рогозов успешно выполнил на себе операцию аппендэктомии.
- 1968 — на экраны вышел фильм Татьяны Лиозновой «Три тополя на Плющихе» с Татьяной Дорониной и Олегом Ефремовым в главных ролях.
- 1974 — премьера телеспектакля «Безумный день, или Женитьба Фигаро» — телевизионной версии спектакля Московского театра Сатиры по пьесе Бомарше «Женитьба Фигаро».
- 1975 — Вьетнамская война: начало эвакуации американского персонала из Сайгона (операция «Частый ветер»).
- 1977 — в Сикстинской капелле впервые папа римский и глава англиканской церкви епископ Кентерберийский провели совместную службу.
- 1978
  - В Дании отменена смертная казнь.
  - Спустя 10 лет группа «Bee Gees» вновь оказалась на верхней ступеньке американского хит-парада с песней «Night Fever».
- 1982 — население Китая превысило миллиард человек.
- 1986 — пожар в Центральной библиотеке Лос-Анджелеса, по официальным данным пострадало 350 тысяч книг[10]
- 1988
  - Представитель сети ресторанов «McDonald’s» объявил о предстоящем открытии своего заведения в Москве.
  - Глава Румынии Николае Чаушеску заявил о скорой ликвидации в стране деревень.
- 1989 — музыкант (а с некоторых пор и киноактёр) Джон Бон Джови женился в Лас-Вегасе на Доротее Херли (Dorothea Hurley), в которую был влюблён ещё с детства.
- 1990 — в Киеве принято решение о роспуске украинской Хельсинкской группы и создании на её базе Украинской Республиканской партии.
- 1991 — циклон в Бангладеш (26-30 апреля, максимальный ущерб: 29-го), 138000 погибших.
- 1992
  - Национальная сборная Украины по футболу провела свой первый матч.
  - День Родни Кинга в США
- 1993 — Елизавета II объявила, что Букингемский дворец будет впервые открыт для туристов, а сбор от продажи входных билетов пойдёт на ремонт пострадавшего от пожара Виндзорского замка.
- 1999 — палестинцы отказались от провозглашения своего государства 4 мая 1999 в связи с приближавшимися выборами в Израиле.
- 2000 — Германия передала России фрагменты Янтарной комнаты.

### XXI век
- 2001
  - Госдума России приняла во втором чтении законопроект, разрешающий ввоз в Россию облучённого ядерного топлива.
  - Министерство обороны Великобритании разрешило менять пол военнослужащим.
- 2002 — в городе Обнинске навсегда остановлен реактор первой в мире Обнинской АЭС.
- 2004 — выпущен последний Oldsmobile.
- 2011 — свадьба принца Уильяма и Кэтрин Миддлтон.
- 2013 — катастрофа Boeing 747 в Баграме.

## Родились
См. также: Категория:Родившиеся 29 апреля

### До XIX века
- 1686 — Василий Татищев (ум. 1750), российский историк и государственный деятель, автор «Истории Российской».
- 1727 — Жан-Жорж Новерр (ум. 1810), французский танцовщик и хореограф, реформатор балета.
- 1728 — Франческо Альбергати (ум. 1804), итальянский поэт и актёр.
- 1785 — Карл Дрез (ум. 1851), немецкий изобретатель, в честь которого названа дрезина.

### XIX век
- 1805 — Огюст Барбье (ум. 1882), французский поэт и драматург.
- 1818 — Александр II (убит в 1881), российский император (1855—1881).
- 1819 — Отто Генрих Фридрих Фок (ум. 1872), немецкий историк, богослов и педагог.
- 1842 — Карл Миллёкер (ум. 1899), австрийский композитор и дирижёр, автор популярных оперетт («Нищий студент» и др.).
- 1854
  - Николай Миславский (ум. 1928), российский и советский физиолог.
  - Жюль Анри Пуанкаре (ум. 1912), французский математик, физик, астроном, философ.
  - Павел Ренненкампф (расстрелян в 1918), российский военный деятель, генерал от кавалерии.
- 1859 — Афанасий Булгаков (ум. 1907), русский богослов и церковный историк, отец писателя Михаила Булгакова.
- 1863
  - Константинос Кавафис (ум. 1933), греческий поэт.
  - Уильям Рэндольф Херст (ум. 1951), американский медиамагнат, газетный издатель.
- 1869 — Иван Проханов (ум. 1935), российский, советский и эмигрантский религиозный деятель, инженер, поэт, проповедник, богослов, политик.
- 1875 — Рафаэль Сабатини (ум. 1950), английский писатель, автор приключенческих романов.
- 1879 — Томас Бичем (ум. 1961), английский дирижёр, оперный и балетный импресарио.
- 1885 — Эгон Эрвин Киш (ум. 1948), чешско-немецкий журналист, писатель, участник Интербригад.
- 1887 — Леонид Вивьен (урожд. Вивьен де Шатобрен; ум. 1966), театральный режиссёр, актёр и педагог, народный артист СССР.
- 1893 — Гарольд Клейтон Юри (ум. 1981), американский физик и физикохимик, лауреат Нобелевской премии (1934).
- 1891 — Елизавета Гердт (ум. 1975), российская и советская балерина, балетный педагог.
- 1897 — Георгий Шпагин (ум. 1952), советский конструктор стрелкового оружия, Герой Социалистического Труда.
- 1899
  - Альдо Нади (ум. 1965), итальянский фехтовальщик, трёхкратный олимпийский чемпион (1920).
  - Дюк Эллингтон (ум. 1974), американский джазовый пианист, композитор, дирижёр, руководитель оркестра.
- 1900 — Иван Клюквин (ум. 1952), советский актёр театра и кино.

### XX век
- 1901 — Хирохито (или Император Сёва; ум. 1989), 124-й император Японии (1926—1989).
- 1903 — Пятрас Бабицкас (ум. 1991), литовский фотограф, поэт, писатель-прозаик и публицист.
- 1905 — Хэл Перейра (ум. 1983), американский художник-постановщик, лауреат премии «Оскар».
- 1907
  - Накахара Тюя (ум. 1937), японский поэт и переводчик.
  - Фред Циннеманн (ум. 1997), американский кинорежиссёр, лауреат 4 «Оскаров» и одного «Золотого глобуса».
- 1908 — Джек Уильямсон (ум. 2006), писатель, классик американской и мировой научной фантастики.
- 1915 — Арнолдс Буровс (ум. 2006), советский и латвийский режиссёр, сценограф и художник-мультипликатор.
- 1917
  - Майя Дерен (урожд. Элеонора Деренковская; ум. 1961), американский кинорежиссёр-авангардист, хореограф, этнограф.
  - Селеста Холм (ум. 2012), американская актриса, обладательница премий «Оскар» и «Золотой глобус».
- 1919
  - Алла Ракха (ум. 2000), индийский музыкант, мастер игры на табла.
  - Жерар Ури (ум. 2006), французский кинорежиссёр-комедиограф, сценарист, актёр.
- 1929 — Рита Гладунко (ум. 1996), актриса театра и кино, заслуженная артистка РСФСР.
- 1930
  - Кёко Кисида (ум. 2006), японская актриса, сэйю и детская писательница.
  - Жан Рошфор (ум. 2017), французский актёр театра, кино и телевидения, лауреат премии «Сезар».
- 1931 — Лонни Донеган (ум. 2002), британский певец, музыкант, «король скиффла».
- 1935 — Андрей Зализняк (ум. 2017), советский и российский лингвист, академик РАН.
- 1936
  - Зубин Мета, индийский дирижёр.
  - Джейкоб Ротшильд, 4-й барон Ротшильд (ум. 2024), британский инвестиционный банкир, представитель династии Ротшильдов, глава лондонской ветви Ротшильдов (1990—2024). Прапраправнук Натана Майера Ротшильда.
- 1937 — Михаил Данилов (ум. 1994), актёр театра и кино, заслуженный артист РСФСР.
- 1938 — Анатолий Киселёв (ум. 2017), деятель советской космической промышленности, Герой Социалистического Труда.
- 1942 — Галина Кулакова, советская лыжница, 4-кратная олимпийская чемпионка, 5-кратная чемпионка мира.
- 1949 — Нуну Жудисе (ум. 2024), португальский филолог, поэт, драматург, эссеист.
- 1950 — Филлип Нойс, австралийско-американский кинорежиссёр, сценарист, продюсер, актёр.
- 1953 — Николай Бударин, российский космонавт, Герой Российской Федерации.
- 1955
  - Сергей Овчаров, советский и российский кинорежиссёр и сценарист.
  - Лариса Удовиченко, советская и российская актриса кино и озвучивания, народная артистка РФ.
- 1957 — Дэниел Дэй-Льюис, британо-ирландский актёр, лауреат премий «Оскар», «Золотой глобус» и др.
- 1958 — Мишель Пфайффер, американская актриса («Бэтмен возвращается» и др.), продюсер, обладательница премий «Золотой глобус», BAFTA.
- 1959 — Владимир Толкачиков, советский и российский кинорежиссёр и сценарист.
- 1960 — Роберт Джеймс Сойер, канадский писатель-фантаст.
- 1967 — Кёртис Джозеф, канадский хоккейный вратарь.
- 1968 — Кэрни Уилсон, американская певица.
- 1970
  - Андре Агасси, американский теннисист, экс-первая ракетка мира, победитель 8 турниров Большого шлема, олимпийский чемпион (1996).
  - Ума Турман, американская актриса кино и телевидения (фильмы «Криминальное чтиво», «Бэтмен и Робин», «Убить Билла» и др.), бывшая модель, обладательница премии «Золотой глобус».
- 1971 — Дэрби Стэнчфилд, американская актриса кино и телевидения.
- 1973 — Давид Белль, французский актёр, основатель паркура, лидер мирового паркур-движения.
- 1974 — Ирина Дмитракова, российская киноактриса, топ-модель, продюсер, теле- и радиоведущая.
- 1977 — Линда (наст. имя Светлана Гейман), российская певица.
- 1980 — Бри Блэр, канадская актриса кино и телевидения.
- 1982 — Екатерина Маренникова, российская гандболистка и тренер, олимпийская чемпионка (2016) и чемпионка мира (2005).
- 1983 — Меган Бун, американская актриса кино, телевидения и озвучивания.
- 1984 — Тейлор Коул, американская актриса и фотомодель.
- 1985
  - Евгения Беркович, российский режиссёр, политическая заключённая.
  - Бар Пали (при рожд. Варвара Палей), израильская и американская фотомодель и актриса.
- 1988 — Джонатан Тэйвз, канадский хоккеист, двукратный олимпийский чемпион (2010, 2014), чемпион мира (2007), трёхкратный обладатель Кубка Стэнли (2010, 2013, 2015).
- 1995 — Виктория Синицина, российская фигуристка (танцы на льду), чемпионка мира (2021) и Европы (2020).
- 1996 — Кэтрин Лэнгфорд, австралийская актриса кино и телевидения.

### XXI век
- 2001 — JJ (имя рождении Йоханнес Питч), австрийский певец и автор песен филиппинского происхождения. Победитель конкурса песни «Евровидение-2025».
- 2003 — Хольгер Руне, датский теннисист.
- 2007 — София, инфанта испанская, младшая дочь короля Испании Филиппа VI.

## Скончались
См. также: Категория:Умершие 29 апреля

### До XX века
- 505 — Иоанн II Мела, монофизитский патриарх Александрийский (496—505).
- 1380 — Екатерина Сиенская (р. 1347), итальянская религиозная деятельница и писательница, монахиня.
- 1579 — Диего де Ланда Кальдерон (р. 1524), второй епископ Юкатана, исследователь цивилизации майя.
- 1688 — Фридрих Вильгельм I (р. 1620), курфюрст Бранденбурга и герцог Пруссии (1640—1688).
- 1754 — Джованни Баттиста Пьяццетта (р. 1683), итальянский художник.
- 1768 — Георг Брандт (р. 1694), шведский химик.
- 1841 — Луи Бертран (р. 1807), французский писатель.
- 1843 — Алексей Оленин (р. 1763), российский государственный деятель, историк, археолог, художник.
- 1870 — Анатолий Демидов (р. 1812), русский меценат, предприниматель и путешественник.
- 1876 — Геннадий Иванович Невельской (р. 1813), российский адмирал, исследователь Дальнего Востока.
- 1885 — Владимир Печерин (р. 1807), русский поэт, мемуарист, религиозный мыслитель.

### XX век
- 1933
  - Константинос Кавафис (р. 1863), греческий поэт.
  - Юозас Тумас-Вайжгантас (р. 1869), литовский писатель, литературовед и общественный деятель.
- 1937 — Уоллес Хьюм Карозерс (р. 1896), американский химик, создатель первого синтетического полимера — нейлона.
- 1942 — погиб Флориян Бобич (р. 1913), югославский политический деятель, Народный герой Югославии.
- 1943
  - Рикардо Виньес (р. 1875), испанский пианист.
  - Иосиф Ахрон (р. 1886), русско-американский скрипач и композитор.
- 1944 — Алексей Силыч Новиков-Прибой (р. 1877), советский писатель.
- 1948 — Сергей Алымов (р. 1892), русский советский поэт.
- 1951 — Людвиг Витгенштейн (р. 1889), австрийский философ, основатель математической логики.
- 1953 — Кики де Монпарнас (р. 1901), французская певица, актриса, художница, натурщица и модель.
- 1967 — Энтони Манн (р. 1906), американский режиссёр.
- 1980 — Альфред Хичкок (р. 1899), англо-американский режиссёр, обладатель премии «Оскар».
- 1981 — Ричард Бургин (р. 1892), американский скрипач и дирижёр российского происхождения.
- 1983 — Анатолий Ляпидевский (р. 1908), советский лётчик, генерал-майор авиации, первый Герой Советского Союза.
- 1995 — Сергей Антонов (р. 1915), писатель, критик, публицист и кинодраматург.
- 2000 — Фам Ван Донг (р. 1906), вьетнамский политик и государственный деятель, премьер-министр Вьетнама (1955—1987).

### XXI век
- 2004 — Александр Бовин (р. 1930), политический обозреватель-международник, посол России в Израиле (1991—1997).
- 2005 — Алла Андреева (р. 1915), советская художница, жена писателя Даниила Андреева.
- 2006 — Джон Гелбрейт (р. 1908), канадский экономист, философ.
- 2008 — Альберт Хофманн (р. 1906), швейцарский химик и литератор.
- 2011
  - Вальдемар Башановский (р. 1935), польский тяжелоатлет, двукратный олимпийский чемпион, пятикратный чемпион мира и Европы.
  - Владимир Крайнев (р. 1944), пианист, народный артист СССР, лауреат Государственной премии СССР.
- 2014
  - покончила с собой Ивета Бартошова (р. 1966), чешская певица и актриса.
  - Боб Хоскинс (р. 1942), английский актёр кино и телевидения, обладатель премий BAFTA и «Золотой глобус».
- 2016 — Дмитрий Гнатюк (р. 1925), советский и украинский оперный и камерный певец.
- 2021 — Пирс Фултон (р. 1992), американский диджей, музыкант, мультиинструменталист и музыкальный продюсер.
- 2024
  - Зоя Зелинская (р. 1929), советская и российская актриса театра и кино.
  - Михаил Фоменко (р. 1948), советский и украинский футболист, защитник и полузащитник, футбольный тренер. Заслуженный мастер спорта СССР (1975), вице-чемпион Европы (1972), бронзовый призёр Олимпийских игр (1976).

## Приметы
Ирина (Арина) рассадница
- На Ирину-рассадницу сей капусту, огурцы на рассадниках.
- Ольха цветом обвисает.
- Полая вода подмывает берега[11].